# Meidan Ekbis
Meidan Ekbis (tiếng Ả Rập: ميدان اكبس) hoặc Maydan Ikbis là một thị trấn ở phía bắc Syria, một phần hành chính của quận Afrin của tỉnh Aleppo, nằm ở phía bắc Aleppo. Các địa phương gần đó bao gồm Afrin và Rajo ở phía nam. Thị trấn nằm trên biên giới Syria Thổ Nhĩ Kỳ và là điểm dừng trên tuyến đường sắt chính xuyên qua Thổ Nhĩ Kỳ trên tuyến đường sắt Baghdad và tuyến Istanbul - Aleppo - Damascus. Theo Cục Thống kê Trung ương Syria, Meidan Ekbis có dân số 1.302 trong cuộc điều tra dân số năm 2004. Đến cuối tháng 7 năm 2013, các máy bay chiến đấu của Đơn vị Bảo vệ Nhân dân (YPG) đã kiểm soát thị trấn. Vào ngày 23 tháng 2 năm 2018, ngôi làng nằm dưới sự kiểm soát của Quân đội Syria Tự do do Thổ Nhĩ Kỳ hậu thuẫn.